# Speech Synthesis Markup Language
Speech Synthesis Markup Language (SSML) (Язык Разметки Синтеза Речи) представляет собой основанный на XML язык разметки для приложений синтеза речи. Он был рекомендован рабочей группой W3C. SSML часто встраивается в сценарии VoiceXML для интерактивных систем телефонии. Однако он также может быть использован без связи с телефонией, например для создания аудиокниг.
SSML основан на языке разметки Java Synthesis Markup Language (JSML), разработанном Sun Microsystems, хотя нынешние рекомендации были разработаны главным образом производителями синтезаторов речи. Он охватывает практически все аспекты синтеза речи, хотя в некоторых областях остались неопределённые аспекты, поэтому каждый производитель принимает иной вариант языка. Кроме того, в отсутствие разметки синтезатор, как ожидается, должен выполнить своё собственное толкование этого текста. SSML не является таким жёстким в плане синтаксиса, как язык C или даже HTML.

## Пример
Вот пример документа SSML:
```
<?xml version="1.0"?>

<speak
 
xmlns=
"http://www.w3.org/2001/10/synthesis"

       
xmlns:dc=
"http://purl.org/dc/elements/1.1/"

       
version=
"1.0"
>

  
<metadata>

    
<dc:title
 
xml:lang=
"en"
>
Telephone
 
Menu:
 
Level
 
1
</dc:title>

  
</metadata>

  
<p>

    
<s
 
xml:lang=
"en-US"
>

      
<voice
 
name=
"David"
 
gender=
"male"
 
age=
"25"
>

        
For
 
English,
 
press
 
<emphasis>
one
</emphasis>
.

      
</voice>

    
</s>

    
<s
 
xml:lang=
"es-MX"
>

      
<voice
 
name=
"Miguel"
 
gender=
"male"
 
age=
"25"
>

        
Para
 
español,
 
oprima
 
el
 
<emphasis>
dos
</emphasis>
.

      
</voice>

    
</s>

  
</p>

</speak>

```